# Station Leira
Station Leira is een voormalig station in Leira in de gemeente Nord-Aurdal in fylke Innlandet in Noorwegen. Het stationsgebouw dateert uit 1906.  In 1989 werd het laatste deel van de lijn, tussen Fagernes en Dokka gesloten. Vanaf Leira is de lijn inmiddels ook opgebroken. Het eerste stationsgebouw werd in 1941 vervangen door het gebouw dat er nu nog staat.